# Prospero Colonna (zm. 1463)
Prospero Colonna (ur. ok. 1410 w Rzymie, zm. 24 marca 1463 tamże) – włoski duchowny z potężnego rzymskiego rodu arystokratycznego Colonna, kardynał.

## Życiorys
Był bratankiem papieża Marcina V (1417-1431). W latach 1424–1434 był archidiakonem Canterbury. Jego wuj Marcin V na konsystorzu 24 maja 1426 mianował go kardynałem, jednak nominację tę ogłosił dopiero 8 listopada 1430, przyznając mu wówczas tytuł diakona San Giorgio in Velabro. Uczestniczył w konklawe 1431. Nowy papież Eugeniusz IV był nieprzychylny rodowi Colonna, co doprowadziło do konfliktu papieża z kardynałem. W 1433 Prospero Colonna został nawet ekskomunikowany, szybko jednak doszło do pojednania między nim a Eugeniuszem IV (pozostał wobec niego lojalny także w okresie schizmy bazylejskiej). Protodiakon Świętego Kolegium od września 1437. Był faworytem konklawe 1455, nie został jednak wybrany z powodu opozycji ze strony wrogiego wobec Colonnów rodu Orsini i jego sojuszników. Na konklawe 1458 jego głos okazał się decydujący dla wyboru Piusa II, który następnie mianował go archiprezbiterem bazyliki laterańskiej. Był protektorem humanistów (m.in. Leone Battista Alberti), wspierał też przedsięwzięcia archeologiczne w okolicach Rzymu. Zmarł na podagrę w wieku około 53 lat.